# 시흥 김씨
시흥 김씨(始興金氏)는 서울특별시 금천구 시흥동을 본관으로 하는 한국의 성씨이다.

## 역사
시흥김씨(始興金氏)는 경주김씨(慶州金氏)에서 계출된 성씨로 신라 김알지(金閼智)의 후손 김지(金智)가 평안도 대동군 추울미에 살면서 세계(世系)를 계승하였다. 그 후 그의 아들 김효성(金孝成)이 조선 시대에 훈도(訓導)를 지내 가문을 일으켰다.
대표적 인물로 1819년(순조 19) 식년문과에 병과로 급제한 김치일(金致一), 통덕랑(通德郞) 김형덕(金亨德), 장령(掌令) 김용덕(金龍德)이 있다.
근대에 들어서는 1885년(고종 22) 식년진사시에 3등으로 급제한  김정호(金鼎昊)와 대한제국의 포병 부령(副領)으로 군기창장(軍器廠長)을 지낸 김정우(金鼎禹)가 있다.
특히 1916년 10월 10일에 자신의 본관이 원래 김해김씨(金海金氏)였던 것을 시흥(始興) 김씨로 정정하였던 독립운동가 김경천(金擎天, 金警天 또는 金敬天, 본명 김광서(金光瑞), 아명 김현충(金顯忠), 별칭 김응천(金應天))이 있다.

## 본관지
오늘날의 영등포구, 구로구 동부, 관악구, 동작구 일부, 금천구, 광명시 및 안양시 일부 지역은 고구려 때 잉벌노현(仍伐奴縣)이었던 것을 신라 경덕왕 때 곡양(穀壤)으로 고쳐서 율진군(栗津郡) 속현이 되었다. 고려 초에 금주(衿州, '衿'을 '黔'이라고 쓴 기록도 있다)라고 고쳤고, 성종이 단련사(團練使)를 설치하였는데 목종이 폐지하였다. 현종 9년(1017년)에 수주(樹州)에 예속되었고, 명종이 비로소 감무를 설치하였다. 조선 시대에는 태종 14년(1413년)에 과천(오늘날의 동작구, 서초구, 안양시, 과천시, 군포시 지역)과 병합하여 금과현(衿果縣)을 만들었다가 두어 달 만에 혁파하고, 또 양천(오늘날의 강서구, 양천구 지역)과 병합하여 금양현(衿陽縣)으로 만들었는데 한 해 만에 혁파하였다. 태종 16년(1415년)에 금천현(衿川縣)으로 고쳐서 현감을 두었고, 세조 때에 과천과 병합했다가 얼마 못 가서 복구하였다. 이후에는 금천(衿川)이라고 하였는데, 금천현은 현내면, 동면, 서면, 남면, 상북면, 하북면으로 이루어져 있었고, 동면에 상도리, 봉천리, 신림리, 난곡리, 문교리 등이, 상북면에 당산리, 양평리, 선유봉리, 하북면에 방학호리, 고사리 등이 속해 있었다. 참고로 현내면은 지금의 금천구, 상북면과 하북면은 지금의 영등포구, 동면은 지금의 관악구와 동작구 일부, 남면은 지금의 광명시 서부, 서면은 지금의 광명시 동부에 해당한다. 1795년(정조 19)에 금천현이 시흥현(始興縣)으로 개칭되었다. 1895년(고종 32년) 윤 5월 1일, 23부제의 실시로 시흥현이 시흥군으로 개편되어 인천부에 속하였고, 이듬해 13도제의 실시로 도(道)가 부활해 다시 경기도에 속하게 되었다.

## 집성촌
- 평안남도 대동군 추울미면 이천리
- 평양특별시 일원
- 전북특별자치도 무주군 일원
- 경기도, 서울특별시
- 충청남도, 대전광역시
- 경상남도, 부산광역시

## 인접 본관
- 금천 김씨 (경기도)